# Goetz Oertel
Goetz Oertel (* 24. August 1934 in Stuhm, Ostpreußen; † 18. Mai 2021 in Potomac (Maryland)) war ein deutsch-amerikanischer Physiker und Wissenschaftsmanager in den Vereinigten Staaten.

## Jugend
Oertels Eltern waren der Mühlendirektor Egon Oertel und seine Frau Margarete geb. Wittek. Im Januar 1945 floh die Familie nach Westen, zunächst nach Gransee in Brandenburg, dann nach Triptis in Thüringen. Dort marschierte nicht wie erhofft die United States Army, sondern die Rote Armee ein. Als Thüringen infolge des Potsdamer Abkommens den Sowjets übergeben wurde, ging es, wieder mit Pferd und Wagen, zum dritten Mal weiter, nach Öhringen in Württemberg. Der Vater ernährte die Familie mit seinem Steckenpferd, der Genealogie. Nach dem Abitur am Robert-Mayer-Gymnasium in Heilbronn und einem Industriepraktikum bei der AEG in Stuttgart begann Oertel im Sommersemester 1953 Physik an der Christian-Albrechts-Universität zu Kiel zu studieren. Als Sohn eines Masuren wurde er 1954 im Corps Palaiomarchia-Masovia aktiv. Er focht vier Mensuren und zeichnete sich als Senior aus. Später trug er nur die Bänder des Corps Masovia und des Corps Palaiomarchia.

## Physiker in den USA
Mit einem Fulbright-Stipendium folgte er im September 1957 seinem Doktorvater in die USA. An der University of Maryland erhielt er eine Assistentenstelle in Physik. Er wurde Nachbar und Freund von Karl-Ludwig Stellmacher. Nach der Promotion (Ph.D.) stellte ihn die NASA im Januar 1963 in ihrem Langley Research Center als Forscher ein, setzte seine Einbürgerung durch und übertrug ihm die Leitung eines laufenden Projekts. Die Ingenieure von NASA und General Electric mussten von ihm überzeugt werden, dass das Projekt nicht durchführbar war und grundlegend umstrukturiert werden musste. Die experimentellen Untersuchungsergebnisse der Dissertation wurden publiziert und mündeten in zwei Patenten.

### Sonnenphysik
1967 bot ihm das Headquarters der NASA eine Leitende Stelle in Washington, D.C. an und ermöglichte die Fortführung der theoretischen Arbeit. Als er zum Programmleiter des „ATM“ auf Skylab ernannt, mit immer mehr Funktionen betraut und schließlich zum Chief of Solar Physics gemacht worden war, musste die experimentelle Arbeit (mit Erfolg) beendet werden.

### Kernenergie
Das Kabinett Nixon schrieb 1974 erstmals ein bundesweites Federal Executive Development Program aus, das die Isolierung der Bundesministerien durchbrechen sollte, insbesondere unter den höheren Beamten (super-grades). Gefordert war mehr „Management“ als reine Sachkenntnis. Etwa 8.000 „mittlere“ Beamte bewarben sich um 25 Stellen. Oertel wurde angenommen und hatte die „freie Wahl“ unter den Ministerien. Nach dem Einweisungslehrgang in Charlottesville (South Carolina) war er jeweils ein halbes Jahr Wissenschaftsberater des Präsidenten und im Office of Management and Budget – Abteilung Raumfahrt, Wissenschaft und Energie – im Präsidialamt. 1975 wurde er Leiter des Astronomieprogramms im Wissenschaftsministerium, 1976 Stabschef des Assistant Administrator für Kernenergie (ERDA) und von 1977 bis 1984 Direktor für Kernenergieanlagen (einschließlich nuklearer Beiprodukte und Abfall im Bereich Verteidigung) im neuen Energieministerium. Versetzungen an das Savannah River Site in South Carolina und nach Albuquerque brachten die Verantwortung für 32.000 Angestellte und einen Haushalt von 3 Milliarden Dollar.

### Astronomie
Als Deputy Assistant Secretary kam er 1985 in das Energieministerium zurück. Mit den Folgen des Challenger-Unglücks und der Katastrophe von Tschernobyl befasst, kam ihm die Berufung zum Präsidenten und Chief Executive der AURA recht. Als non-profit-Gesellschaft betreibt sie u. a. das Hubble-Teleskop, Stern- und Sonnenwarten in Arizona, New Mexico und Chile, neuerdings auch die Gemini-Teleskope in Hawaii und Chile. Nach dreizehn erfolgreichen Jahren lehnte Oertel die angebotene Verlängerung um fünf Jahre ab.

## Sonstiges
Verheiratet war Oertel seit 1960 mit Brigitte geb. Beckmann. Der Ehe entstammen eine Tochter und ein Sohn. Er engagierte sich im Cosmos Club in Washington, D.C. Als Gutachter für das Polarprogramm der National Science Foundation kam er im November 1993 über Christchurch und die McMurdo-Station an den Südpol. Burkhart Oertel ist ein jüngerer Bruder.

## Ehrungen
Auch im Ruhestand arbeitete Oertel für die National Academy of Sciences, für Stiftungen und Universitäten und für nord- und südamerikanische Wissenschaftsministerien. The National Academies wählten ihn zum Associate auf Lebenszeit. Die American Society of Mechanical Engineers verlieh ihm den Dixy-Lee-Ray-Preis. Die Internationale Astronomische Union benannte einen Asteroiden nach ihm: (5074) Goetzoertel.